# Europees kampioenschap handbal vrouwen 2016
Het 12e Europees kampioenschap handbal vrouwen werd van zondag 4 tot en met zondag 18 december 2016 gehouden in Zweden. Het was de tweede keer dat Zweden het toernooi organiseerde, na het Europees kampioenschap handbal van 2006. Het toernooi werd aan Zweden toegewezen tijdens het EHF-congres in Monaco op 23 juni 2012.
Er deden zestien landen mee, waarvan er twaalf naar de tweede ronde gingen. Van die twaalf gingen er vier naar de knock-outfase. Na een spannende finale greep het Noorse damesteam haar zevende titel. Het Nederlandse damesteam greep zilver en het Franse damesteam won brons.
Het Noorse damesteam won het vorige toernooi tevens in 2014 en was zodoende titelverdediger.

## Locaties
| Stockholm               | Göteborg                        | Malmö                             | Kristianstad                         | Helsingborg                         |
| Hovet Capaciteit: 8.094 | Scandinavium Capaciteit: 12.044 | Malmö Isstadion Capaciteit: 5.339 | Kristianstad Arena Capaciteit: 4.700 | Helsingborg Arena Capaciteit: 4.700 |
| Groep A                 | Groep I Halve finale, Finale    | Groep C                           | Groep B                              | Groep D Groep II                    |
|                         |                                 |                                   |                                      |                                     |

## Kwalificatie

### Gekwalificeerde teams
| Land       | Gekwalificeerd als | Datum van kwalificatie | Voorgaande deelnames                                                  |
| ---------- | ------------------ | ---------------------- | --------------------------------------------------------------------- |
| Zweden     | Gastland           | 23 juni 2012           | 9 (1994, 1996, 2002, 2004, 2006, 2008, 2010, 2012, 2014)              |
| Rusland    | Winnaar Groep 6    | 12 maart 2016          | 11 (1994, 1996, 1998, 2000, 2002, 2004, 2006, 2008, 2010, 2012, 2014) |
| Frankrijk  | Winnaar Groep 7    | 12 maart 2016          | 8 (2000, 2002, 2004, 2006, 2008, 2010, 2012, 2014)                    |
| Hongarije  | Winnaar Groep 5    | 1 juni 2016            | 11 (1994, 1996, 1998, 2000, 2002, 2004, 2006, 2008, 2010, 2012, 2014) |
| Noorwegen  | Winnaar Groep 1    | 1 juni 2016            | 11 (1994, 1996, 1998, 2000, 2002, 2004, 2006, 2008, 2010, 2012, 2014) |
| Roemenië   | Tweede Groep 1     | 1 juni 2016            | 10 (1994, 1996, 1998, 2000, 2002, 2004, 2008, 2010, 2012, 2014)       |
| Servië     | Winnaar Groep 2    | 1 juni 2016            | 8 (2000, 2002, 2004, 2006, 2008, 2010, 2012, 2014)                    |
| Tsjechië   | Tweede Groep 2     | 1 juni 2016            | 4 (1994, 2002, 2004, 2012)                                            |
| Nederland  | Winnaar Groep 3    | 1 juni 2016            | 5 (1998, 2002, 2006, 2010, 2014)                                      |
| Spanje     | Tweede Groep 3     | 1 juni 2016            | 8 (1998, 2002, 2004, 2006, 2008, 2010, 2012, 2014)                    |
| Polen      | Tweede Groep 5     | 1 juni 2016            | 4 (1996, 1998, 2006, 2014)                                            |
| Duitsland  | Tweede Groep 7     | 1 juni 2016            | 11 (1994, 1996, 1998, 2000, 2002, 2004, 2006, 2008, 2010, 2012, 2014) |
| Montenegro | Winnaar Groep 4    | 2 juni 2016            | 3 (2010, 2012, 2014)                                                  |
| Denemarken | Tweede Groep 6     | 2 juni 2016            | 11 (1994, 1996, 1998, 2000, 2002, 2004, 2006, 2008, 2010, 2012, 2014) |
| Kroatië    | Tweede Groep 4     | 2 juni 2016            | 8 (1994, 1996, 2004, 2006, 2008, 2010, 2012, 2014)                    |
| Slovenië   | Beste nummer 3     | 5 juni 2016            | 4 (2002, 2004, 2006, 2010)                                            |

Dikgedrukt is de kampioen van dat jaar. Cursief is het gastland van dat jaar.

## Loting en groepen
De loting werd gehouden op 10 juni 2016 om 13:00 lokale tijd in de Lisebergshallen in Göteborg, Zweden.
| Pot 1                                         | Pot 2                                      | Pot 3                                        | Pot 4                                   |
| --------------------------------------------- | ------------------------------------------ | -------------------------------------------- | --------------------------------------- |
| - Noorwegen - Nederland - Zweden - Montenegro | - Frankrijk - Hongarije - Rusland - Servië | - Spanje - Denemarken - Roemenië - Duitsland | - Polen - Kroatië - Tsjechië - Slovenië |

Groepen
| Groep A  | Groep B   | Groep C    | Groep D   |
| -------- | --------- | ---------- | --------- |
| Zweden   | Nederland | Montenegro | Noorwegen |
| Servië   | Frankrijk | Hongarije  | Rusland   |
| Spanje   | Duitsland | Denemarken | Roemenië  |
| Slovenië | Polen     | Tsjechië   | Kroatië   |

## Groepsfase
Een land moet bij de eerste drie eindigen om door te gaan naar de tweede ronde.
 
Het speelrooster werd bekendgemaakt op 16 juni 2016.
Alle tijdstippen zijn lokaal (UTC+1).

### Groep A
Eindstand
| Pos | Team     | Wed | W | G | V | DV | DT | DS  | Ptn |
| --- | -------- | --- | - | - | - | -- | -- | --- | --- |
| 1   | Servië   | 3   | 2 | 1 | 0 | 91 | 87 | +4  | 5   |
| 2   | Zweden   | 3   | 1 | 1 | 1 | 78 | 74 | +4  | 3   |
| 3   | Spanje   | 3   | 1 | 0 | 2 | 72 | 68 | +4  | 2   |
| 4   | Slovenië | 3   | 1 | 0 | 2 | 77 | 89 | −12 | 2   |

Bron: EHF
Groepswedstrijden
| 4 december 2016 15:15 | Servië          | 36–34   | Slovenië | Hovet, Stockholm Toeschouwers: 6.000 Scheidsrechters: Arntsen, Røen (NOR) |
| 4 december 2016 15:15 | Radosavljević 8 | (17–16) | Mavsar 9 | Hovet, Stockholm Toeschouwers: 6.000 Scheidsrechters: Arntsen, Røen (NOR) |
| 4 december 2016 15:15 | 2× 3×           | verslag | 2× 3×    | Hovet, Stockholm Toeschouwers: 6.000 Scheidsrechters: Arntsen, Røen (NOR) |

| 4 december 2016 18:00 | Zweden        | 25–19   | Spanje   | Hovet, Stockholm Toeschouwers: 7.900 Scheidsrechters: Jurinović, Mrvica (CRO) |
| 4 december 2016 18:00 | Alm, Hagman 5 | (14–10) | Martín 7 | Hovet, Stockholm Toeschouwers: 7.900 Scheidsrechters: Jurinović, Mrvica (CRO) |
| 4 december 2016 18:00 | 2× 3×         | verslag | 4× 3×    | Hovet, Stockholm Toeschouwers: 7.900 Scheidsrechters: Jurinović, Mrvica (CRO) |

| 6 december 2016 18:30 | Spanje   | 23–25   | Servië         | Hovet, Stockholm Toeschouwers: 2.700 Scheidsrechters: Christiansen, Hansen (DEN) |
| 6 december 2016 18:30 | Martín 6 | (8–11)  | Krpež Slezak 6 | Hovet, Stockholm Toeschouwers: 2.700 Scheidsrechters: Christiansen, Hansen (DEN) |
| 6 december 2016 18:30 | 4×       | verslag | 2× 3×          | Hovet, Stockholm Toeschouwers: 2.700 Scheidsrechters: Christiansen, Hansen (DEN) |

| 6 december 2016 20.45 | Slovenië | 25–23   | Zweden     | Hovet, Stockholm Toeschouwers: 3.700 Scheidsrechters: Florescu, Stoia (ROU) |
| 6 december 2016 20.45 | Mavsar 6 | (13–13) | Gulldén 10 | Hovet, Stockholm Toeschouwers: 3.700 Scheidsrechters: Florescu, Stoia (ROU) |
| 6 december 2016 20.45 | 3×       | verslag | 2× 3×      | Hovet, Stockholm Toeschouwers: 3.700 Scheidsrechters: Florescu, Stoia (ROU) |

| 8 december 2016 18:30 | Spanje | 30–18   | Slovenië | Hovet, Stockholm Toeschouwers: 3.100 Scheidsrechters: Horváth, Márton (HUN) |
| 8 december 2016 18:30 | Pena 6 | (14–5)  | Mavsar 5 | Hovet, Stockholm Toeschouwers: 3.100 Scheidsrechters: Horváth, Márton (HUN) |
| 8 december 2016 18:30 | 3× 4×  | verslag | 3× 5×    | Hovet, Stockholm Toeschouwers: 3.100 Scheidsrechters: Horváth, Márton (HUN) |

| 8 december 2016 20:45 | Zweden | 30–30   | Servië            | Hovet, Stockholm Toeschouwers: 5.200 Scheidsrechters: Alpaidze, Berezkina (RUS) |
| 8 december 2016 20:45 | Sand 8 | (15–18) | drie speelsters 5 | Hovet, Stockholm Toeschouwers: 5.200 Scheidsrechters: Alpaidze, Berezkina (RUS) |
| 8 december 2016 20:45 | 2× 5×  | verslag | 2× 4×             | Hovet, Stockholm Toeschouwers: 5.200 Scheidsrechters: Alpaidze, Berezkina (RUS) |

### Groep B
Eindstand
| Pos | Team      | Wed | W | G | V | DV | DT | DS  | Ptn |
| --- | --------- | --- | - | - | - | -- | -- | --- | --- |
| 1   | Duitsland | 3   | 2 | 0 | 1 | 73 | 71 | +2  | 4   |
| 2   | Frankrijk | 3   | 2 | 0 | 1 | 70 | 60 | +10 | 4   |
| 3   | Nederland | 3   | 2 | 0 | 1 | 75 | 68 | +7  | 4   |
| 4   | Polen     | 3   | 0 | 0 | 3 | 65 | 84 | −19 | 0   |

Bron: EHF
Groepswedstrijden
| 4 december 2016 18:30 | Nederland        | 27–30   | Duitsland | Kristianstad Arena, Kristianstad Toeschouwers: 2.026 Scheidsrechters: Horváth, Márton (HUN) |
| 4 december 2016 18:30 | Abbingh, Groot 5 | (14–13) | Huber 7   | Kristianstad Arena, Kristianstad Toeschouwers: 2.026 Scheidsrechters: Horváth, Márton (HUN) |
| 4 december 2016 18:30 | 3× 2× 1×         | verslag | 3× 4×     | Kristianstad Arena, Kristianstad Toeschouwers: 2.026 Scheidsrechters: Horváth, Márton (HUN) |

| 4 december 2016 20:45 | Frankrijk         | 31–22   | Polen   | Kristianstad Arena, Kristianstad Toeschouwers: 1.750 Scheidsrechters: Christiansen, Hansen (DEN) |
| 4 december 2016 20:45 | drie speelsters 5 | (15–9)  | Grzyb 6 | Kristianstad Arena, Kristianstad Toeschouwers: 1.750 Scheidsrechters: Christiansen, Hansen (DEN) |
| 4 december 2016 20:45 | 3× 5×             | verslag | 3×      | Kristianstad Arena, Kristianstad Toeschouwers: 1.750 Scheidsrechters: Christiansen, Hansen (DEN) |

| 6 december 2016 18:30 | Polen    | 21–30   | Nederland       | Kristianstad Arena, Kristianstad Toeschouwers: 2.105 Scheidsrechters: Alpaidze, Berezkina (RUS) |
| 6 december 2016 18:30 | Wojtas 5 | (11–14) | Abbingh, Goos 5 | Kristianstad Arena, Kristianstad Toeschouwers: 2.105 Scheidsrechters: Alpaidze, Berezkina (RUS) |
| 6 december 2016 18:30 | 2× 4×    | verslag | 3× 4×           | Kristianstad Arena, Kristianstad Toeschouwers: 2.105 Scheidsrechters: Alpaidze, Berezkina (RUS) |

| 6 december 2016 20:45 | Duitsland | 20–22   | Frankrijk   | Kristianstad Arena, Kristianstad Toeschouwers: 1.805 Scheidsrechters: Jurinović, Mrvica (CRO) |
| 6 december 2016 20:45 | Huber 6   | (11–11) | Nze Minko 5 | Kristianstad Arena, Kristianstad Toeschouwers: 1.805 Scheidsrechters: Jurinović, Mrvica (CRO) |
| 6 december 2016 20:45 | 4× 2×     | verslag | 2×          | Kristianstad Arena, Kristianstad Toeschouwers: 1.805 Scheidsrechters: Jurinović, Mrvica (CRO) |

| 8 december 2016 18:30 | Duitsland | 23–22   | Polen    | Kristianstad Arena, Kristianstad Toeschouwers: 1.875 Scheidsrechters: Florescu, Stoia (ROU) |
| 8 december 2016 18:30 | Huber 7   | (12–10) | Achruk 7 | Kristianstad Arena, Kristianstad Toeschouwers: 1.875 Scheidsrechters: Florescu, Stoia (ROU) |
| 8 december 2016 18:30 | 2× 3×     | verslag | 3× 1×    | Kristianstad Arena, Kristianstad Toeschouwers: 1.875 Scheidsrechters: Florescu, Stoia (ROU) |

| 8 december 2016 20:45 | Nederland | 18–17   | Frankrijk   | Kristianstad Arena, Kristianstad Toeschouwers: 1.730 Scheidsrechters: Arntsen, Røen (NOR) |
| 8 december 2016 20:45 | Visser 5  | (7–12)  | Nze Minko 5 | Kristianstad Arena, Kristianstad Toeschouwers: 1.730 Scheidsrechters: Arntsen, Røen (NOR) |
| 8 december 2016 20:45 | 1× 2×     | verslag | 3×          | Kristianstad Arena, Kristianstad Toeschouwers: 1.730 Scheidsrechters: Arntsen, Røen (NOR) |

### Groep C
Eindstand
| Pos | Team       | Wed | W | G | V | DV | DT | DS | Ptn |
| --- | ---------- | --- | - | - | - | -- | -- | -- | --- |
| 1   | Denemarken | 3   | 3 | 0 | 0 | 78 | 69 | +9 | 6   |
| 2   | Tsjechië   | 3   | 1 | 0 | 2 | 83 | 83 | 0  | 2   |
| 3   | Hongarije  | 3   | 1 | 0 | 2 | 62 | 64 | −2 | 2   |
| 4   | Montenegro | 3   | 1 | 0 | 2 | 63 | 70 | −7 | 2   |

Bron: EHF
Groepswedstrijden
| 5 december 2016 18:30 | Hongarije | 22–27   | Tsjechië        | Malmö Isstadion, Malmö Toeschouwers: 753 Scheidsrechters: Kijauskaite, Žaliene (LTU) |
| 5 december 2016 18:30 | Kovács 7  | (10–13) | Hrbková, Malá 5 | Malmö Isstadion, Malmö Toeschouwers: 753 Scheidsrechters: Kijauskaite, Žaliene (LTU) |
| 5 december 2016 18:30 | 2× 5×     | verslag | 3×              | Malmö Isstadion, Malmö Toeschouwers: 753 Scheidsrechters: Kijauskaite, Žaliene (LTU) |

| 5 december 2016 20:45 | Montenegro | 21–22   | Denemarken  | Malmö Isstadion, Malmö Toeschouwers: 1.674 Scheidsrechters: Brunovský, Čanda (SVK) |
| 5 december 2016 20:45 | Knežević 7 | (11–14) | Jørgensen 9 | Malmö Isstadion, Malmö Toeschouwers: 1.674 Scheidsrechters: Brunovský, Čanda (SVK) |
| 5 december 2016 20:45 | 2× 3×      | verslag | 3× 2×       | Malmö Isstadion, Malmö Toeschouwers: 1.674 Scheidsrechters: Brunovský, Čanda (SVK) |

| 7 december 2016 18:30 | Tsjechië  | 27–28   | Montenegro             | Malmö Isstadion, Malmö Toeschouwers: 654 Scheidsrechters: Kurtagic, Wetterwik (SWE) |
| 7 december 2016 18:30 | Hrbková 6 | (12–13) | Jauković, Mehmedović 7 | Malmö Isstadion, Malmö Toeschouwers: 654 Scheidsrechters: Kurtagic, Wetterwik (SWE) |
| 7 december 2016 18:30 | 3×        | verslag | 3× 7×                  | Malmö Isstadion, Malmö Toeschouwers: 654 Scheidsrechters: Kurtagic, Wetterwik (SWE) |

| 7 december 2016 20:45 | Denemarken  | 23–19   | Hongarije | Malmö Isstadion, Malmö Toeschouwers: 1.946 Scheidsrechters: Brehmer, Skowronek (POL) |
| 7 december 2016 20:45 | Jørgensen 5 | (12–10) | Görbicz 6 | Malmö Isstadion, Malmö Toeschouwers: 1.946 Scheidsrechters: Brehmer, Skowronek (POL) |
| 7 december 2016 20:45 | 3× 5×       | verslag | 4× 3×     | Malmö Isstadion, Malmö Toeschouwers: 1.946 Scheidsrechters: Brehmer, Skowronek (POL) |

| 9 december 2016 18:30 | Montenegro        | 14–21   | Hongarije | Malmö Isstadion, Malmö Toeschouwers: 1.279 Scheidsrechters: Marín, García (ESP) |
| 9 december 2016 18:30 | vier speelsters 2 | (6–11)  | Görbicz 5 | Malmö Isstadion, Malmö Toeschouwers: 1.279 Scheidsrechters: Marín, García (ESP) |
| 9 december 2016 18:30 | 3× 2×             | verslag | 3× 2×     | Malmö Isstadion, Malmö Toeschouwers: 1.279 Scheidsrechters: Marín, García (ESP) |

| 9 december 2016 20:45 | Denemarken  | 33–29   | Tsjechië  | Malmö Isstadion, Malmö Toeschouwers: 3.124 Scheidsrechters: Antić, Jakovljević (SRB) |
| 9 december 2016 20:45 | Jørgensen 9 | (13–17) | Růčková 7 | Malmö Isstadion, Malmö Toeschouwers: 3.124 Scheidsrechters: Antić, Jakovljević (SRB) |
| 9 december 2016 20:45 | 3× 7×       | verslag | 4× 5×     | Malmö Isstadion, Malmö Toeschouwers: 3.124 Scheidsrechters: Antić, Jakovljević (SRB) |

### Groep D
Eindstand
| Pos | Team      | Wed | W | G | V | DV | DT | DS  | Ptn |
| --- | --------- | --- | - | - | - | -- | -- | --- | --- |
| 1   | Noorwegen | 3   | 3 | 0 | 0 | 80 | 58 | +22 | 6   |
| 2   | Roemenië  | 3   | 2 | 0 | 1 | 74 | 66 | +8  | 4   |
| 3   | Rusland   | 3   | 1 | 0 | 2 | 70 | 71 | −1  | 2   |
| 4   | Kroatië   | 3   | 0 | 0 | 3 | 68 | 97 | −29 | 0   |

Bron: EHF
Groepswedstrijden
| 5 december 2016 18:30 | Rusland                      | 32–26   | Kroatië   | Helsingborg Arena, Helsingborg Toeschouwers: 2.571 Scheidsrechters: Marín, García (ESP) |
| 5 december 2016 18:30 | Bobrovnikova, Zhilinskayte 6 | (16–13) | Penezić 8 | Helsingborg Arena, Helsingborg Toeschouwers: 2.571 Scheidsrechters: Marín, García (ESP) |
| 5 december 2016 18:30 | 2× 6×                        | verslag | 4× 9×     | Helsingborg Arena, Helsingborg Toeschouwers: 2.571 Scheidsrechters: Marín, García (ESP) |

| 5 december 2016 20:45 | Noorwegen | 23–21   | Roemenië | Helsingborg Arena, Helsingborg Toeschouwers: 1.278 Scheidsrechters: Brehmer, Skowronek (POL) |
| 5 december 2016 20:45 | Mørk 7    | (13–11) | Neagu 6  | Helsingborg Arena, Helsingborg Toeschouwers: 1.278 Scheidsrechters: Brehmer, Skowronek (POL) |
| 5 december 2016 20:45 | 3× 6×     | verslag | 3× 4×    | Helsingborg Arena, Helsingborg Toeschouwers: 1.278 Scheidsrechters: Brehmer, Skowronek (POL) |

| 7 december 2016 18:30 | Roemenië          | 22–17   | Rusland    | Helsingborg Arena, Helsingborg Toeschouwers: 1.279 Scheidsrechters: Antić, Jakovljević (SRB) |
| 7 december 2016 18:30 | Buceschi, Neagu 7 | (11–9)  | Postnova 4 | Helsingborg Arena, Helsingborg Toeschouwers: 1.279 Scheidsrechters: Antić, Jakovljević (SRB) |
| 7 december 2016 18:30 | 3× 4×             | verslag | 2×         | Helsingborg Arena, Helsingborg Toeschouwers: 1.279 Scheidsrechters: Antić, Jakovljević (SRB) |

| 7 december 2016 20:45 | Kroatië   | 16–34   | Noorwegen  | Helsingborg Arena, Helsingborg Toeschouwers: 1.375 Scheidsrechters: Kijauskaite, Žaliene (LTU) |
| 7 december 2016 20:45 | Penezić 4 | (9–15)  | Frafjord 6 | Helsingborg Arena, Helsingborg Toeschouwers: 1.375 Scheidsrechters: Kijauskaite, Žaliene (LTU) |
| 7 december 2016 20:45 | 2× 6× 1×  | verslag | 3× 5×      | Helsingborg Arena, Helsingborg Toeschouwers: 1.375 Scheidsrechters: Kijauskaite, Žaliene (LTU) |

| 9 december 2016 18:30 | Roemenië | 31–26   | Kroatië   | Helsingborg Arena, Helsingborg Toeschouwers: 2.435 Scheidsrechters: Kurtagic, Wetterwik (SWE) |
| 9 december 2016 18:30 | Neagu 10 | (15–13) | Penezić 8 | Helsingborg Arena, Helsingborg Toeschouwers: 2.435 Scheidsrechters: Kurtagic, Wetterwik (SWE) |
| 9 december 2016 18:30 | 4× 7×    | verslag | 2× 5×     | Helsingborg Arena, Helsingborg Toeschouwers: 2.435 Scheidsrechters: Kurtagic, Wetterwik (SWE) |

| 9 december 2016 20:45 | Noorwegen           | 23–21   | Rusland           | Helsingborg Arena, Helsingborg Toeschouwers: 2.493 Scheidsrechters: Brunovský, Čanda (SVK) |
| 9 december 2016 20:45 | Kristiansen, Mørk 5 | (11–11) | drie speelsters 3 | Helsingborg Arena, Helsingborg Toeschouwers: 2.493 Scheidsrechters: Brunovský, Čanda (SVK) |
| 9 december 2016 20:45 | 2× 3×               | verslag | 2× 3×             | Helsingborg Arena, Helsingborg Toeschouwers: 2.493 Scheidsrechters: Brunovský, Čanda (SVK) |

## Hoofdronde
De beste twee teams van elke groep plaatsen zich voor de halve finales, De nummers 3 spelen om de vijfde plaats.

### Groep I
In groep I spelen de eerste drie landen uit de groepen A en B. De resultaten uit de voorronde bleven staan.
Eindstand
| Pos | Team      | Wed | W | G | V | DV  | DT  | DS  | Ptn |
| --- | --------- | --- | - | - | - | --- | --- | --- | --- |
| 1   | Nederland | 5   | 4 | 0 | 1 | 142 | 128 | +14 | 8   |
| 2   | Frankrijk | 5   | 4 | 0 | 1 | 111 | 100 | +11 | 8   |
| 3   | Duitsland | 5   | 3 | 1 | 1 | 124 | 110 | +14 | 7   |
| 4   | Zweden    | 5   | 1 | 1 | 3 | 126 | 131 | −5  | 3   |
| 5   | Servië    | 5   | 1 | 1 | 3 | 122 | 142 | −20 | 3   |
| 6   | Spanje    | 5   | 0 | 1 | 4 | 108 | 122 | −14 | 1   |

Groepswedstrijden
| 10 december 2016 16:15 | Servië      | 19–26   | Duitsland         | Scandinavium, Gotenburg Toeschouwers: 4.212 Scheidsrechters: Horváth, Márton (HUN) |
| 10 december 2016 16:15 | Georgijev 7 | (10–14) | Huber, Hubinger 4 | Scandinavium, Gotenburg Toeschouwers: 4.212 Scheidsrechters: Horváth, Márton (HUN) |
| 10 december 2016 16:15 | 3× 6×       | verslag | 2× 9×             | Scandinavium, Gotenburg Toeschouwers: 4.212 Scheidsrechters: Horváth, Márton (HUN) |

| 10 december 2016 18:30 | Zweden    | 30–33   | Nederland | Scandinavium, Gotenburg Toeschouwers: 6.102 Scheidsrechters: Jurinović, Mrvica (CRO) |
| 10 december 2016 18:30 | Gulldén 8 | (13–14) | Groot 7   | Scandinavium, Gotenburg Toeschouwers: 6.102 Scheidsrechters: Jurinović, Mrvica (CRO) |
| 10 december 2016 18:30 | 2× 4×     | verslag | 3× 6× 1×  | Scandinavium, Gotenburg Toeschouwers: 6.102 Scheidsrechters: Jurinović, Mrvica (CRO) |

| 10 december 2016 20:45 | Spanje | 22–23   | Frankrijk | Scandinavium, Gotenburg Toeschouwers: 3.702 Scheidsrechters: Christiansen, Hansen (DEN) |
| 10 december 2016 20:45 | Pena 5 | (14–10) | Pineau 9  | Scandinavium, Gotenburg Toeschouwers: 3.702 Scheidsrechters: Christiansen, Hansen (DEN) |
| 10 december 2016 20:45 | 4× 6×  | verslag | 2×        | Scandinavium, Gotenburg Toeschouwers: 3.702 Scheidsrechters: Christiansen, Hansen (DEN) |

| 12 december 2016 16:15 | Spanje | 20–20   | Duitsland  | Scandinavium, Gotenburg Toeschouwers: 1.697 Scheidsrechters: Arntsen, Røen (NOR) |
| 12 december 2016 16:15 | Pena 7 | (12–9)  | Hubinger 5 | Scandinavium, Gotenburg Toeschouwers: 1.697 Scheidsrechters: Arntsen, Røen (NOR) |
| 12 december 2016 16:15 | 3× 2×  | verslag | 4× 3×      | Scandinavium, Gotenburg Toeschouwers: 1.697 Scheidsrechters: Arntsen, Røen (NOR) |

| 12 december 2016 18:30 | Servië        | 27–35   | Nederland        | Scandinavium, Gotenburg Toeschouwers: 3.663 Scheidsrechters: Florescu, Stoia (ROU) |
| 12 december 2016 18:30 | Stoiljković 8 | (12–17) | Abbingh, Broch 6 | Scandinavium, Gotenburg Toeschouwers: 3.663 Scheidsrechters: Florescu, Stoia (ROU) |
| 12 december 2016 18:30 | 3× 2×         | verslag | 2× 4×            | Scandinavium, Gotenburg Toeschouwers: 3.663 Scheidsrechters: Florescu, Stoia (ROU) |

| 12 december 2016 20:45 | Zweden    | 19–21   | Frankrijk   | Scandinavium, Gotenburg Scheidsrechters: Alpaidze, Berezkina (RUS) |
| 12 december 2016 20:45 | Roberts 5 | (10–12) | Nze Minko 6 | Scandinavium, Gotenburg Scheidsrechters: Alpaidze, Berezkina (RUS) |
| 12 december 2016 20:45 | 3× 2×     | verslag | 2× 4× 1×    | Scandinavium, Gotenburg Scheidsrechters: Alpaidze, Berezkina (RUS) |

| 14 december 2016 16:15 | Spanje   | 24–29   | Nederland | Scandinavium, Gotenburg Toeschouwers: 1.896 Scheidsrechters: Horváth, Márton (HUN) |
| 14 december 2016 16:15 | Martín 6 | (13–15) | Polman 10 | Scandinavium, Gotenburg Toeschouwers: 1.896 Scheidsrechters: Horváth, Márton (HUN) |
| 14 december 2016 16:15 | 3× 4×    | verslag | 2× 4×     | Scandinavium, Gotenburg Toeschouwers: 1.896 Scheidsrechters: Horváth, Márton (HUN) |

| 14 december 2016 18:30 | Zweden        | 22–28   | Duitsland | Scandinavium, Gotenburg Toeschouwers: 5.031 Scheidsrechters: Brunovský, Čanda (SVK) |
| 14 december 2016 18:30 | Hagman, Alm 4 | (9–12)  | Bölk 5    | Scandinavium, Gotenburg Toeschouwers: 5.031 Scheidsrechters: Brunovský, Čanda (SVK) |
| 14 december 2016 18:30 | 1× 3×         | verslag | 2×        | Scandinavium, Gotenburg Toeschouwers: 5.031 Scheidsrechters: Brunovský, Čanda (SVK) |

| 14 december 2016 20:45 | Servië        | 21–28   | Frankrijk           | Scandinavium, Gotenburg Toeschouwers: 2.243 Scheidsrechters: Christiansen, Hansen (DEN) |
| 14 december 2016 20:45 | Stoiljković 6 | (12–15) | Ayglon, Nze Minko 6 | Scandinavium, Gotenburg Toeschouwers: 2.243 Scheidsrechters: Christiansen, Hansen (DEN) |
| 14 december 2016 20:45 | 3×            | verslag | 2× 3×               | Scandinavium, Gotenburg Toeschouwers: 2.243 Scheidsrechters: Christiansen, Hansen (DEN) |

### Groep II
In groep II spelen de eerste drie landen uit de groepen C en D. De resultaten uit de voorronde bleven staan.
Eindstand
| Pos | Team       | Wed | W | G | V | DV  | DT  | DS  | Ptn |
| --- | ---------- | --- | - | - | - | --- | --- | --- | --- |
| 1   | Noorwegen  | 5   | 5 | 0 | 0 | 127 | 109 | +18 | 10  |
| 2   | Denemarken | 5   | 3 | 1 | 1 | 123 | 113 | +10 | 7   |
| 3   | Roemenië   | 5   | 3 | 0 | 2 | 119 | 110 | +9  | 6   |
| 4   | Rusland    | 5   | 1 | 2 | 2 | 116 | 121 | −5  | 4   |
| 5   | Tsjechië   | 5   | 1 | 0 | 4 | 132 | 146 | −14 | 2   |
| 6   | Hongarije  | 5   | 0 | 1 | 4 | 111 | 129 | −18 | 1   |

Groepswedstrijden
| 11 december 2016 16:15 | Tsjechië  | 24–26   | Rusland | Helsingborg Arena, Helsingborg Toeschouwers: 1.021 Scheidsrechters: Brehmer, Skowronek (POL) |
| 11 december 2016 16:15 | Růčková 5 | (12–14) | Sen 4   | Helsingborg Arena, Helsingborg Toeschouwers: 1.021 Scheidsrechters: Brehmer, Skowronek (POL) |
| 11 december 2016 16:15 | 2×        | verslag | 3× 1×   | Helsingborg Arena, Helsingborg Toeschouwers: 1.021 Scheidsrechters: Brehmer, Skowronek (POL) |

| 11 december 2016 18:30 | Hongarije         | 21–29   | Roemenië | Helsingborg Arena, Helsingborg Toeschouwers: 2.236 Scheidsrechters: Brunovský, Čanda (SVK) |
| 11 december 2016 18:30 | vier speelsters 3 | (9–15)  | Neagu 10 | Helsingborg Arena, Helsingborg Toeschouwers: 2.236 Scheidsrechters: Brunovský, Čanda (SVK) |
| 11 december 2016 18:30 | 3×                | verslag | 3×       | Helsingborg Arena, Helsingborg Toeschouwers: 2.236 Scheidsrechters: Brunovský, Čanda (SVK) |

| 11 december 2016 20:45 | Denemarken        | 20–22   | Noorwegen | Helsingborg Arena, Helsingborg Toeschouwers: 2.553 Scheidsrechters: Marín, García (ESP) |
| 11 december 2016 20:45 | drie speelsters 4 | (9–14)  | Mørk 5    | Helsingborg Arena, Helsingborg Toeschouwers: 2.553 Scheidsrechters: Marín, García (ESP) |
| 11 december 2016 20:45 | 2× 3×             | verslag | 2× 3×     | Helsingborg Arena, Helsingborg Toeschouwers: 2.553 Scheidsrechters: Marín, García (ESP) |

| 13 december 2016 16:15 | Tsjechië   | 28–30   | Roemenië | Helsingborg Arena, Helsingborg Toeschouwers: 773 Scheidsrechters: Kijauskaite, Žaliene (LTU) |
| 13 december 2016 16:15 | Luzumová 7 | (14–17) | Neagu 10 | Helsingborg Arena, Helsingborg Toeschouwers: 773 Scheidsrechters: Kijauskaite, Žaliene (LTU) |
| 13 december 2016 16:15 | 4× 5×      | verslag | 3× 4×    | Helsingborg Arena, Helsingborg Toeschouwers: 773 Scheidsrechters: Kijauskaite, Žaliene (LTU) |

| 13 december 2016 18:30 | Hongarije         | 23–24   | Noorwegen | Helsingborg Arena, Helsingborg Toeschouwers: 1.402 Scheidsrechters: Jurinović, Mrvica (CRO) |
| 13 december 2016 18:30 | Görbicz, Kovács 5 | (9–11)  | Mørk 6    | Helsingborg Arena, Helsingborg Toeschouwers: 1.402 Scheidsrechters: Jurinović, Mrvica (CRO) |
| 13 december 2016 18:30 | 2× 3×             | verslag | 3×        | Helsingborg Arena, Helsingborg Toeschouwers: 1.402 Scheidsrechters: Jurinović, Mrvica (CRO) |

| 13 december 2016 20:45 | Denemarken  | 26–26   | Rusland    | Helsingborg Arena, Helsingborg Toeschouwers: 1.672 Scheidsrechters: Antić, Jakovljević (SRB) |
| 13 december 2016 20:45 | Jørgensen 7 | (13-11) | Sudakova 6 | Helsingborg Arena, Helsingborg Toeschouwers: 1.672 Scheidsrechters: Antić, Jakovljević (SRB) |
| 13 december 2016 20:45 | 2× 4×       | verslag | 4×         | Helsingborg Arena, Helsingborg Toeschouwers: 1.672 Scheidsrechters: Antić, Jakovljević (SRB) |

| 14 december 2016 16:15 | Hongarije | 26–26   | Rusland     | Helsingborg Arena, Helsingborg Toeschouwers: 732 Scheidsrechters: Kurtagic, Wetterwik (SWE) |
| 14 december 2016 16:15 | Kovács 6  | (14–13) | Dmitrieva 7 | Helsingborg Arena, Helsingborg Toeschouwers: 732 Scheidsrechters: Kurtagic, Wetterwik (SWE) |
| 14 december 2016 16:15 | 3× 4×     | verslag | 2× 5× 1×    | Helsingborg Arena, Helsingborg Toeschouwers: 732 Scheidsrechters: Kurtagic, Wetterwik (SWE) |

| 14 december 2016 18:30 | Denemarken | 21–17   | Roemenië   | Helsingborg Arena, Helsingborg Toeschouwers: 1.582 Scheidsrechters: Marín, García (ESP) |
| 14 december 2016 18:30 | Hansen 9   | (12–10) | Buceschi 4 | Helsingborg Arena, Helsingborg Toeschouwers: 1.582 Scheidsrechters: Marín, García (ESP) |
| 14 december 2016 18:30 | 3× 7× 2×   | verslag | 3×         | Helsingborg Arena, Helsingborg Toeschouwers: 1.582 Scheidsrechters: Marín, García (ESP) |

| 14 december 2016 20:45 | Tsjechië  | 24–35   | Noorwegen | Helsingborg Arena, Helsingborg Toeschouwers: 853 Scheidsrechters: Brehmer, Skowronek (POL) |
| 14 december 2016 20:45 | Hrbková 7 | (17–18) | Mørk 6    | Helsingborg Arena, Helsingborg Toeschouwers: 853 Scheidsrechters: Brehmer, Skowronek (POL) |
| 14 december 2016 20:45 | 2× 1×     | verslag | 3× 1×     | Helsingborg Arena, Helsingborg Toeschouwers: 853 Scheidsrechters: Brehmer, Skowronek (POL) |

## Knock-outfase
|  | Halve finale 16 december 2016 | Halve finale 16 december 2016 |    |            | Finale 18 december 2016 | Finale 18 december 2016 |
|  |                               |                               |    |            |                         |                         |
|  |                               |                               |    |            |                         |                         |
|  | Nederland                     | 26                            |    |            |                         |                         |
|  | Denemarken                    | 22                            |    |            |                         |                         |
|  |                               |                               |    |            |                         |                         |
|  |                               |                               |    |            |                         |                         |
|  |                               |                               |    |            | Nederland               | 29                      |
|  |                               | Noorwegen                     | 30 |            |                         |                         |
|  |                               |                               |    |            |                         |                         |
|  |                               |                               |    |            | Troostfinale            |                         |
|  |                               |                               |    |            |                         |                         |
|  | Noorwegen                     | 20                            |    | Denemarken | 22                      |                         |
|  | Frankrijk                     | 16                            |    |            | Frankrijk               | 25                      |

### Halve finale
| 16 december 2016 18:15 | Nederland | 26–22   | Denemarken  | Scandinavium, Gotenburg Toeschouwers: 9.853 Scheidsrechters: Brunovsky, Canda (SVK) |
| 16 december 2016 18:15 | Polman 7  | (13–13) | Jørgensen 6 | Scandinavium, Gotenburg Toeschouwers: 9.853 Scheidsrechters: Brunovsky, Canda (SVK) |
| 16 december 2016 18:15 | 2×        | verslag | 3×          | Scandinavium, Gotenburg Toeschouwers: 9.853 Scheidsrechters: Brunovsky, Canda (SVK) |

| 16 december 2016 20:45 | Noorwegen | 20–16   | Frankrijk   | Scandinavium, Gotenburg Toeschouwers: 9.908 Scheidsrechters: Jurinović, Mrvica (CRO) |
| 16 december 2016 20:45 | Mørk 7    | (11–9)  | Lacrabère 6 | Scandinavium, Gotenburg Toeschouwers: 9.908 Scheidsrechters: Jurinović, Mrvica (CRO) |
| 16 december 2016 20:45 | 3× 4×     | verslag | 2× 1×       | Scandinavium, Gotenburg Toeschouwers: 9.908 Scheidsrechters: Jurinović, Mrvica (CRO) |

### Wedstrijd om plaats 5
| 16 december 2016 15:45 | Duitsland | 22–23   | Roemenië | Scandinavium, Gotenburg Toeschouwers: 2.210 Scheidsrechters: Arntsen, Roen (NOR) |
| 16 december 2016 15:45 | Huber 5   | (11–11) | Zamfir 6 | Scandinavium, Gotenburg Toeschouwers: 2.210 Scheidsrechters: Arntsen, Roen (NOR) |
| 16 december 2016 15:45 | 4× 2×     | verslag | 3× 2×    | Scandinavium, Gotenburg Toeschouwers: 2.210 Scheidsrechters: Arntsen, Roen (NOR) |

### Troostfinale
| 18 december 2016 15:30 | Denemarken  | 22–25   | Frankrijk   | Scandinavium, Gotenburg Toeschouwers: 8.391 Scheidsrechters: Florescu, Stoia (ROU) |
| 18 december 2016 15:30 | Jørgensen 6 | (9–14)  | Nze Minko 5 | Scandinavium, Gotenburg Toeschouwers: 8.391 Scheidsrechters: Florescu, Stoia (ROU) |
| 18 december 2016 15:30 | 2× 4× 1×    | verslag | 2× 3×       | Scandinavium, Gotenburg Toeschouwers: 8.391 Scheidsrechters: Florescu, Stoia (ROU) |

### Finale
| 18 december 2016 18:00 | Nederland | 29–30   | Noorwegen | Scandinavium, Gotenburg Toeschouwers: 11.037 Scheidsrechters: Alpaidze, Berezkina (RUS) |
| 18 december 2016 18:00 | Snelder 6 | (15–15) | Mørk 12   | Scandinavium, Gotenburg Toeschouwers: 11.037 Scheidsrechters: Alpaidze, Berezkina (RUS) |
| 18 december 2016 18:00 | 3× 2×     | verslag | 2×        | Scandinavium, Gotenburg Toeschouwers: 11.037 Scheidsrechters: Alpaidze, Berezkina (RUS) |

Het was de tweede maal dat Nederland (eerste EK-finale) en Noorwegen (tiende EK-finale) elkaar troffen in een grote finale: in de WK-finale van 2015 kende Noorwegen weinig moeite met Nederland en won met 31-23. Ditmaal was er echter sprake van een totaal ander wedstrijdbeeld. Oranje startte de wedstrijd voortvarend en stond na een kwartier met 13-9 voor. Daarna kwam Noorwegen echter opzetten en aan de hand van sterspeelster Nora Mørk boog het de ruime achterstand om in een 13-14 voorsprong. Vervolgens leek Noorwegen de pauze te halen met een nipte 14-15 voorsprong, maar Nycke Groot besliste anders: 15-15 bij de rust. 
Gedurende de tweede helft ging Noorwegen verder waar het gebleven was en bouwde het de voorsprong steeds verder uit. Oranje kon nog maar moeilijk scoren en doelvrouw Tess Wester zag de ene na de andere bal achter zich in het net belanden. Met nog tien minuten te gaan stond het 23-28. Waar het Noorse publiek, met zo'n tienduizend aanwezig, de titel al veilig achtte, kon Oranje toch nog eenmaal de rug rechten. Dankzij een indrukwekkende inhaalrace kwam Nederland twee minuten voor tijd terug tot 29-30. Wester voorkwam daarna dat Noorwegen de beslissende goal scoorde en Oranje bleef in leven. In de allerlaatste seconden leek Angela Malestein ondanks een overtreding op haar voor de bevrijdende 30-30 te tekenen, maar de arbiters verzuimden voordeel te geven aan Nederland en floten te vroeg voor een vrije worp. Uit de resterende vrije worp kon Nederland niet meer scoren.

## Eindrangschikking en onderscheidingen

### Eindrangschikking
| Rang | Team       |
| ---- | ---------- |
|      | Noorwegen  |
|      | Nederland  |
|      | Frankrijk  |
| 4    | Denemarken |
| 5    | Roemenië   |
| 6    | Duitsland  |
| 7    | Rusland    |
| 8    | Zweden     |
| 9    | Servië     |
| 10   | Tsjechië   |
| 11   | Spanje     |
| 12   | Hongarije  |
| 13   | Montenegro |
| 14   | Slovenië   |
| 15   | Polen      |
| 16   | Kroatië    |

|  | Gekwalificeerd voor het wereldkampioenschap 2017 |

### Onderscheidingen
All-Star Team
- Keeper:  Sandra Toft
- Rechterhoek:   Carmen Martín
- Rechteropbouw:  Nora Mørk
- Middenopbouw:  Nycke Groot
- Linkeropbouw:  Cristina Neagu
- Linkerhoek:  Camilla Herrem
- Cirkelloper:  Yvette Broch

Overige onderscheidingen
- Meest waardevolle speler:  Nycke Groot
- Best verdedigende speler:  Béatrice Edwige

## Statistieken

### Topscorers
| Rang | Naam                | Goals | Schoten | %  |
| ---- | ------------------- | ----- | ------- | -- |
| 1    | Nora Mørk           | 53    | 95      | 56 |
| 2    | Stine Jørgensen     | 47    | 81      | 58 |
| 3    | Cristina Neagu      | 46    | 89      | 52 |
| 4    | Estavana Polman     | 39    | 68      | 57 |
| 5    | Svenja Huber        | 35    | 58      | 60 |
| 5    | Nycke Groot         | 35    | 53      | 66 |
| 5    | Estelle Nze Minko   | 35    | 59      | 59 |
| 8    | Isabelle Gulldén    | 31    | 58      | 53 |
| 8    | Alexandra Lacrabère | 31    | 59      | 53 |
| 10   | Michaela Hrbková    | 30    | 56      | 54 |

### Topkeepers
| Rang | Naam                | %  | Reddingen | Schoten |
| ---- | ------------------- | -- | --------- | ------- |
| 1    | Victoriya Kalinina  | 41 | 39        | 96      |
| 1    | Silje Solberg       | 41 | 68        | 164     |
| 3    | Amandine Leynaud    | 40 | 41        | 102     |
| 4    | Laura Glauser       | 39 | 66        | 169     |
| 4    | Silvia Navarro      | 39 | 64        | 164     |
| 6    | Denisa Dedu         | 38 | 56        | 146     |
| 7    | Sandra Toft         | 35 | 85        | 244     |
| 7    | Kari Aalvik Grimsbø | 35 | 39        | 113     |
| 7    | Clara Woltering     | 35 | 76        | 217     |
| 10   | Johanna Bundsen     | 34 | 47        | 138     |
| 10   | Tess Wester         | 34 | 95        | 281     |

## Uitzendrechten
Rechthebbenden voor televisie en internet-uitzendingen waren:
Deelnemende landen
Groep A
- Servië – RTS
- Zweden – Viasat
- Spanje – TVE
- Slovenië – Radiotelevizija Slovenija

Groep B
- Duitsland – Sport 1
- Frankrijk – beIN Sports France
- Nederland – Ziggo Sport (alle wedstrijden van het Nederlandse team, halve finales en finale)
- Polen – TVP, Polsat

Groep C
- Denemarken – TV 2
- Tsjechië – AMC (Sport1)
- Hongarije – AMC (Sport1), MTVA
- Montenegro – RTCG

Groep D
- Noorwegen – Viasat
- Roemenië – TVR
- Rusland – Match TV
- Kroatië – HRT

Overige landen/markten
- Australië - beIN Sports
- Baltische staten: Viasat Baltics
- Bosnië en Herzegovina – BHRT
- Brazilië – ESPN Brazil
- Bulgarije – Bulsat
- Finland – NENT (Viasat)
- IJsland – RÚV
- Israël – Charlton Ltd.
- Noord-Macedonië – MKRTV
- Midden-Oosten - beIN Sports
- Oostenrijk – ORF
- Portugal – Sport TV
- Slowakije – AMC (Sport1)
- Turkije – SportsTV
- Verenigde Staten – beIN Sports
- Zuid-Amerika – Televisa
- Wit-Rusland – BTRC
- Wereldwijd – ehfTV.com

De gehele uitzendoperatie werd voor de eerste keer uitgevoerd door sportmarketingbedrijf Infront Sports & Media.